# 인터지스
인터지스 주식회사(영어: Intergis)는 동국제강의 물류 자회사인 대한민국의 운수 기업이다.

## 역사
1956년 2월 23일 대성기업으로 창립되어 1960년 10월 11일 천양항운으로 개칭하였고 2002년 7월 1일 동국통운으로 개칭하였으며 2010년 1월 1일 동국통운, 국제통운, 삼주항운 등을 합병하여 현재의 명칭으로 개칭하였다.

## 같이 보기
- 동국제강